# Henry Slade
Henry Slade (1835 – Michigan, 1905) foi um médium estadunidense comprovadamente fraudulento.
Exibiu-se durante anos em sessões no seu país, de onde se mudou, posteriormente, para a Inglaterra, materializando palavras em uma lousa. Além destas, Slade também provocava outros fenômenos tais como o arremesso de objetos, materializações de mãos e a execução de músicas. Certa vez, em uma sessão realizada em plena luz do dia, além de ser obtida a escrita na ardósia, foi também executada, ao acordeon, a peça "Home, Sweet Home".
A seu respeito, o pesquisador psíquico M. J. Enmore Jones, redator do "The Spiritual Magazine", registrou:
"No caso de Mr. Home, recusou receber um salário e, via de regra, as sessões eram feitas ao anoitecer, no calmo ambiente familiar. Mas no caso do Dr. Slade, elas se realizavam numa pensão. Cobra vinte shillings e prefere que apenas uma pessoa fique na sala que ocupa. Não perde tempo: assim que o visitante se senta, começam os incidentes, continuam e terminam em cerca de quinze minutos."
A carreira de Slade, como a da maioria dos médiuns à época, foi bastante espinhosa. Foi julgado pela acusação de fraude, formulada pelo Prof. Ray Lankester, na Corte de Polícia de Bow Street, perante o juiz Flower. A promotoria ficou a cargo de George Lewis e a defesa por Mr. Munton. Para demonstrar a autenticidade dos fenômenos a defesa recorreu a Alfred Russel Wallace, Serjeant Cox e outros, que apresentaram provas concretas, mas, mesmo assim, o magistrado, no julgamento, exclui-as, dizendo que a sua decisão baseava-se em "inferências deduzidas dos conhecidos fatos naturais". Desse modo, Slade foi condenado a três meses de prisão com trabalhos forçados. A defesa apresentou apelação e Slade acabou solto mediante pagamento de fiança. Posteriormente, quando do julgamento da apelação, a primeira sentença foi anulada.
Após sair do cárcere na Inglaterra, em 1877, Friedrich Zöllner, professor de Física e de Astronomia da Universidade de Leipzig, juntamente com William Edward Weber, professor de Física, de Scheibner, professor de Matemática e de Gustave Theodore Fechner, professor de Física e Filosofia Natural, declararam-se "perfeitamente convencidos da realidade dos fatos observados [com Slade], e de que aí não havia nem impostura nem prestidigitação". As suas observações com o médium estão registradas na obra "Trascendental Physics" (1878).
O médium também foi estudado por Paul Gibier, que descreveu as suas experiências na obra "L'Etude du Spiritisme".
Foi considerado uma fraude pelo relatório preliminar da chamada Comissão Seybert (1887), da Universidade da Pensilvânia.
Henry Slade faleceu num sanatório, em Michigan, em 1905.